# Alice de Namur
Alice ou Alix de Namur, (son père Geoffroy III de Namur et sa mère Ermesinde von Luxembourg) née en 1109, 1115 ou 1116 et morte en juillet 1169, est comtesse de Hainaut par son mariage avec Baudouin IV. Son fils devient héritier de Namur quand son frère Henri IV de Luxembourg meurt sans enfant en 1196.

## Descendance
De son union avec Baudouin IV de Hainaut naissent : 
- Baudouin, mort jeune, enterré à Binche ;
- Godefroy, comte d'Ostrevant, mort à Mons à 16 ans le 6 avril 1159 (ou 1161) sans postérité, marié à 15 ans avec Éléonore de Vermandois ;
- Baudouin V (1150 † 1195), comte de Hainaut dit « Baudouin le courageux » ;
- Guillaume de Hainaut, seigneur de Château-Thierry au comté de Namur, marié en premières noces avec Mahaud de Lalaing, et en secondes noces avec Avoye de Saint-Sauve ;
- Henri, seigneur de Sebourg, d'Angre et du Fay. Il gît à Sebourg où, sur sa tombe, il est écrit « oncle de Baudouin, empereur de Constantinople », marié avec Jeanne de Cysoing ;
- Yolande, mariée en premières noces avec Yves III, seigneur de Néelle et de Falvy, comte de Soissons, mort sans enfants en 1157, puis en secondes noces avec Hugues IV, comte de Saint-Pol ;
- Agnès, dite la Boiteuse, première femme de Raoul, sire de Coucy, de Marle, la Fere, Crécy, Vervins, Landousies et de Pinon, morte avant 1173 ;
- Laurence, qui avec son second mari, fit beaucoup de bien à l'abbaye du Val, à l'ordre de Citeaux, au diocèse de Paris, où elle fut enterrée après sa mort survenue le 9 août 1181 ; mariée avec Thierry de Gand, dernier seigneur d'Alost et de Waes, avec lequel elle vivait encore en 1160 et qui mourut sans enfants en 1165 ; puis en secondes noces peu après 1171 avec Bouchard V, seigneur de Montmorency.

## Sarcophage
A sa mort en 1169, Alice de Namur est inhumée à la Collégiale Sainte Waudru de Mons.  Le couvercle du sarcophage est réalisé dans un marbre de Purbeck, marbre rare réservé aux élites. Ce couvercle impressionne tant par la qualité du marbre utilisé que par la qualité de la gravure des vers latins et de sa sculpture.
En avril 2025, la Fédération Wallonie-Bruxelles a décidé de classé le couvercle du sarcophage comme trésor du patrimoine culturel mobilier. 